# Affaire Crawford
Guerres apaches

L'affaire Crawford est un affrontement qui eut lieu le 11 janvier 1886 entre des unités américaines et mexicaines durant les guerres apaches. Le capitaine Emmet Crawford (en), commandant une compagnie d'éclaireurs apaches, était à la poursuite de Geronimo dans l'État mexicain de Sonora lorsque son campement fut attaqué par des irréguliers de l'Armée mexicaine. Grièvement blessé lors de l'action alors qu'il présentait un drapeau blanc, Crawford mourut quelques jours plus tard. Sa mort faillit déclencher un conflit entre les deux pays.